# Izzo János
Izzo János (másként: Izzó János, Kassa, 1721. augusztus 29. – Bécs, 1793. december 5.) Jézus-társasági áldozópap és tanár-igazgató.

## Élete
Szülei olasz származásúak. 1736. november 2-án Belgrádban lépett a rendbe; miután Szakolcán a szépművészeteket, Bécsben a bölcseletet és Grazban négy évig a teológiát hallgatta s a fogadalmat letette, Görzben a humaniorákat tanította; azután mint hittérítő s olasz ünnepi szónok a komáromi új várban egy évig és Temesvárt szintén egy évig mint templomi s elemi iskolai hitoktató működött. 1754-től a bécsi Teresianumban aligazgató volt és az olasz nyelv mellett a polgári s katonai építészettant adta elő. II. József császár apáttá s 1780 júniusában a budai nemes-ifjak convictusának igazgatójává nevezte ki. A nevelőintézetnek föloszlatása után visszatért Bécsbe, ott is halt meg.

## Művei
- Elementa architecturae civilis in usum nobilium collegii regii Theresiani conscripta. Vindobonae, 1764. Uo. 1777. németül: Riedel Ferencz által ford. Uo. 1773., 1777., 1786. és 1796., francziául: Brossicart Miklós által ford. Uo. 1772.)
- Elementa architecturae militaris. Tomulus primus, De arte muniendi Uo. 1765. (Uo. 1777., németül: Riedel Ferencz által ford. Uo. 176., francziául: Brossicart Miklós által ford. Uo. 1772.)
- Tractatus de Pyrotechnica et ballistica. Uo. 1766.
- Elementa geographiae. Uo. 1769. (Ism. Molnár János, M. Könyvház III. 1783. 79-106. l. az év hibásan van 1759-nek írva.)